# Fulton Street (Manhattan)
Fulton Street je ulice v New Yorku, ve státě New York, USA. Nachází se na Lower Manhattanu, na tzv. Financial District, 6 bloků severně od Wall Street. Táhne se od Church Street u Ground Zero až po South Street Seaport na jihovýchodě. Poslední blok Fulton Street je pěší zóna.
Ulice je pojmenována po Robertu Fultonovi, oficiálním vynálezci parníku.
V budově na dnešní adrese 40 Fulton Street byla 4. září 1882 spuštěna elektrárna, která napájela Edisonův první podzemní systém rozvodu elektřiny ve Spojených státech. Ten se stal základem pro dnešní newyorský systém rozvodu elektřiny.
Na Fulton Street leží podzemní stanice newyorského metra stejného jména.

## Galerie

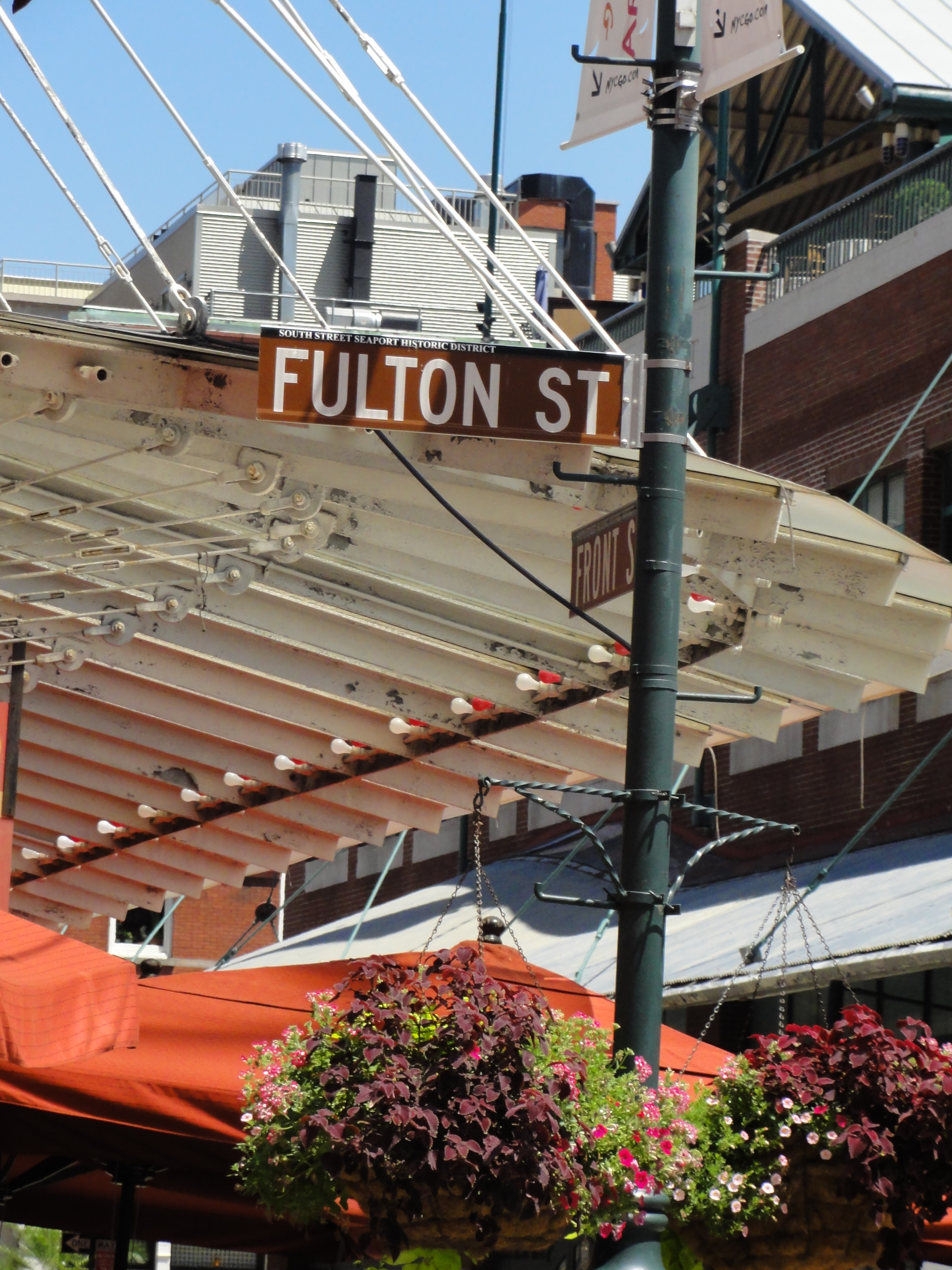
Značka Fulton Street
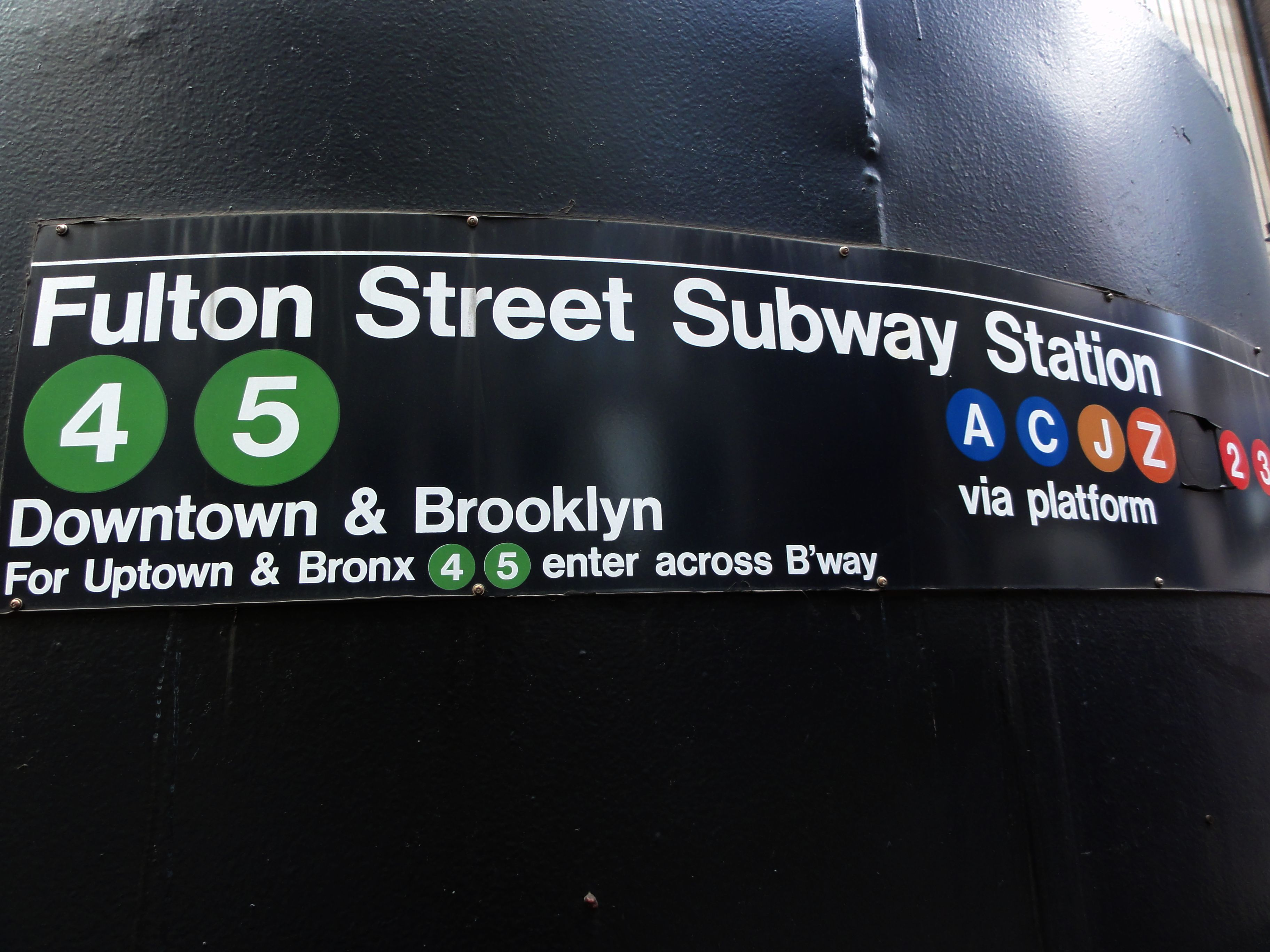
Fulton Street Subway Station
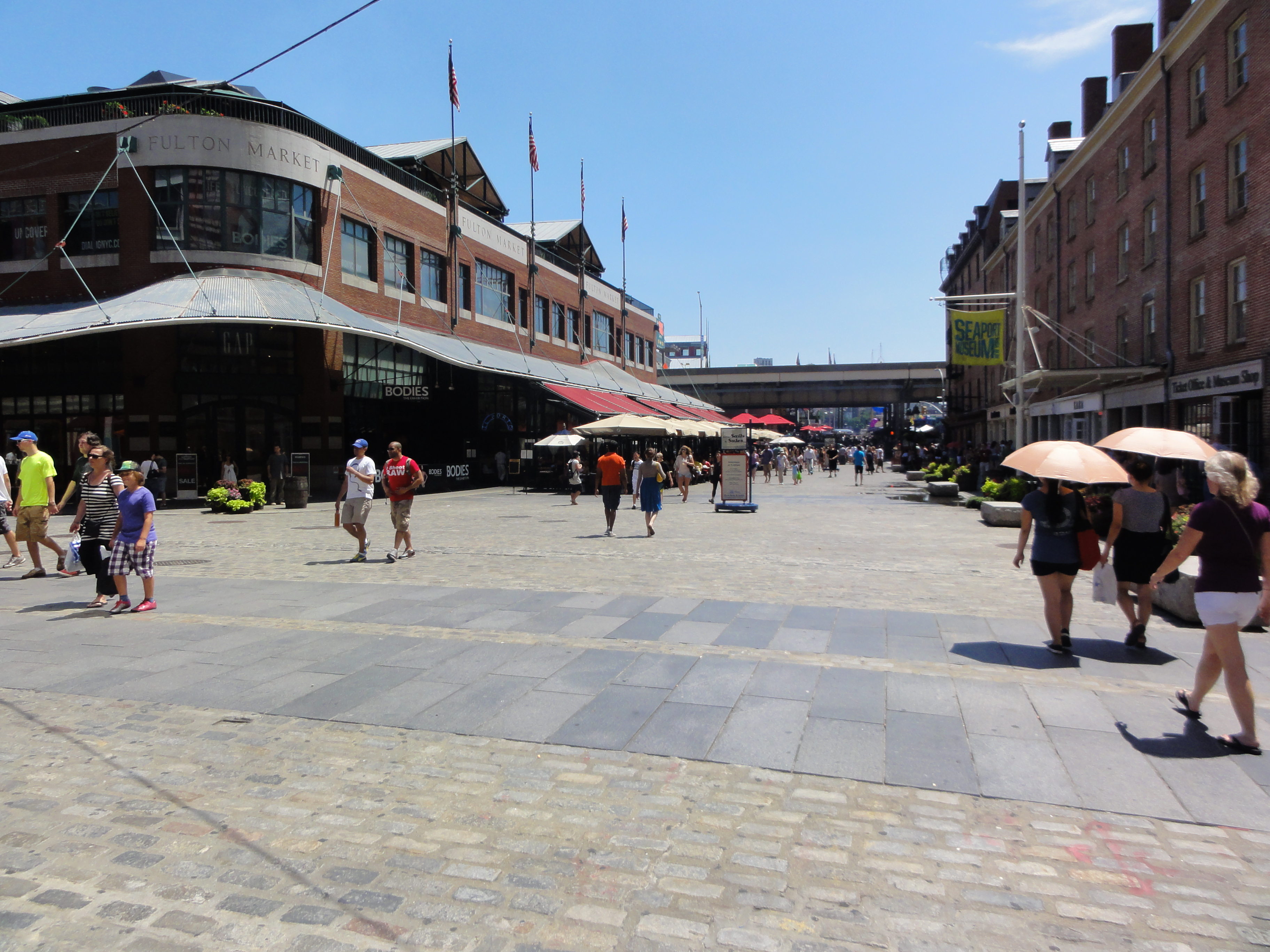
Poslední blok Fulton Street je pěší zóna
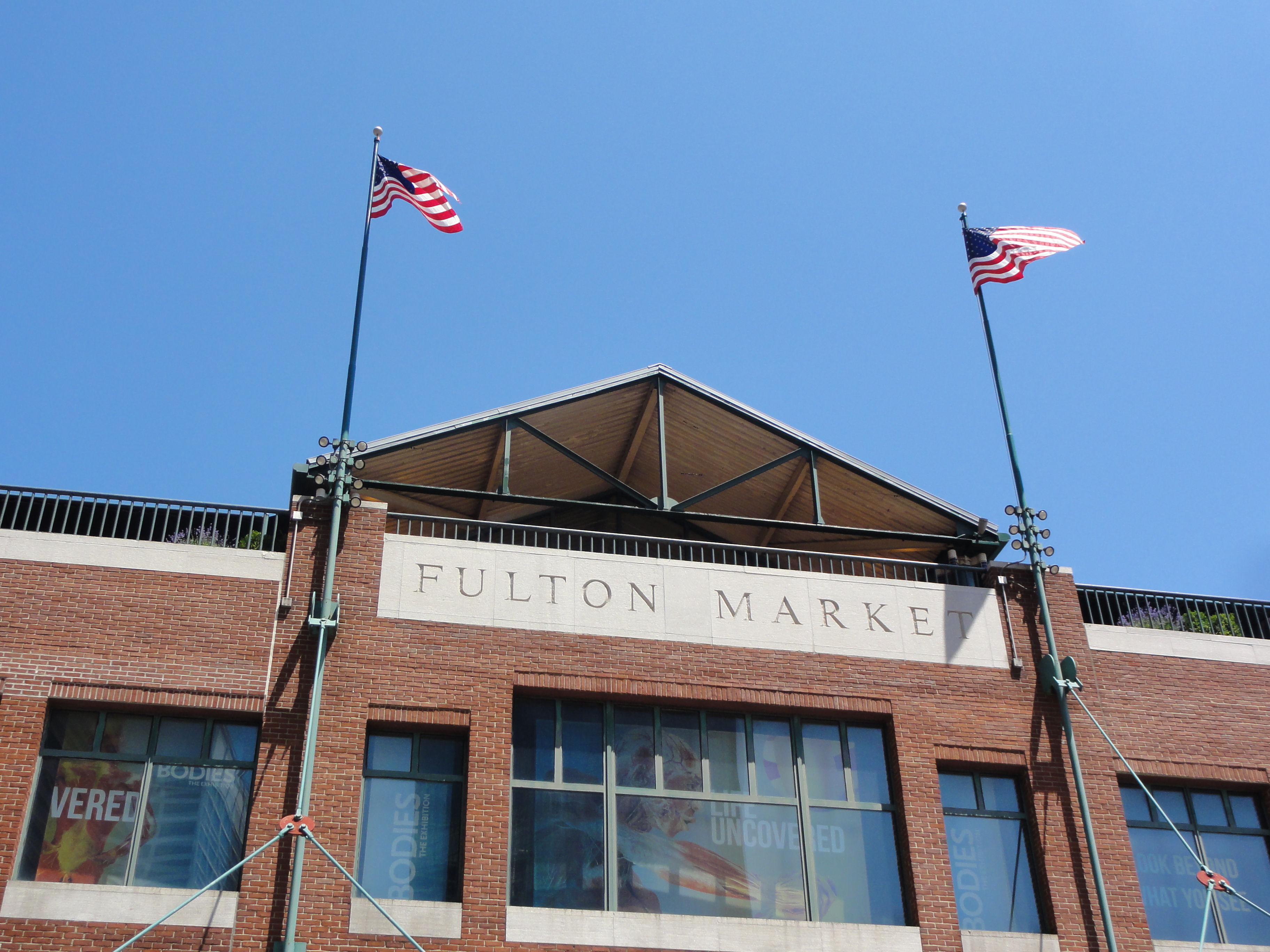
Fulton Market na Fulton Street
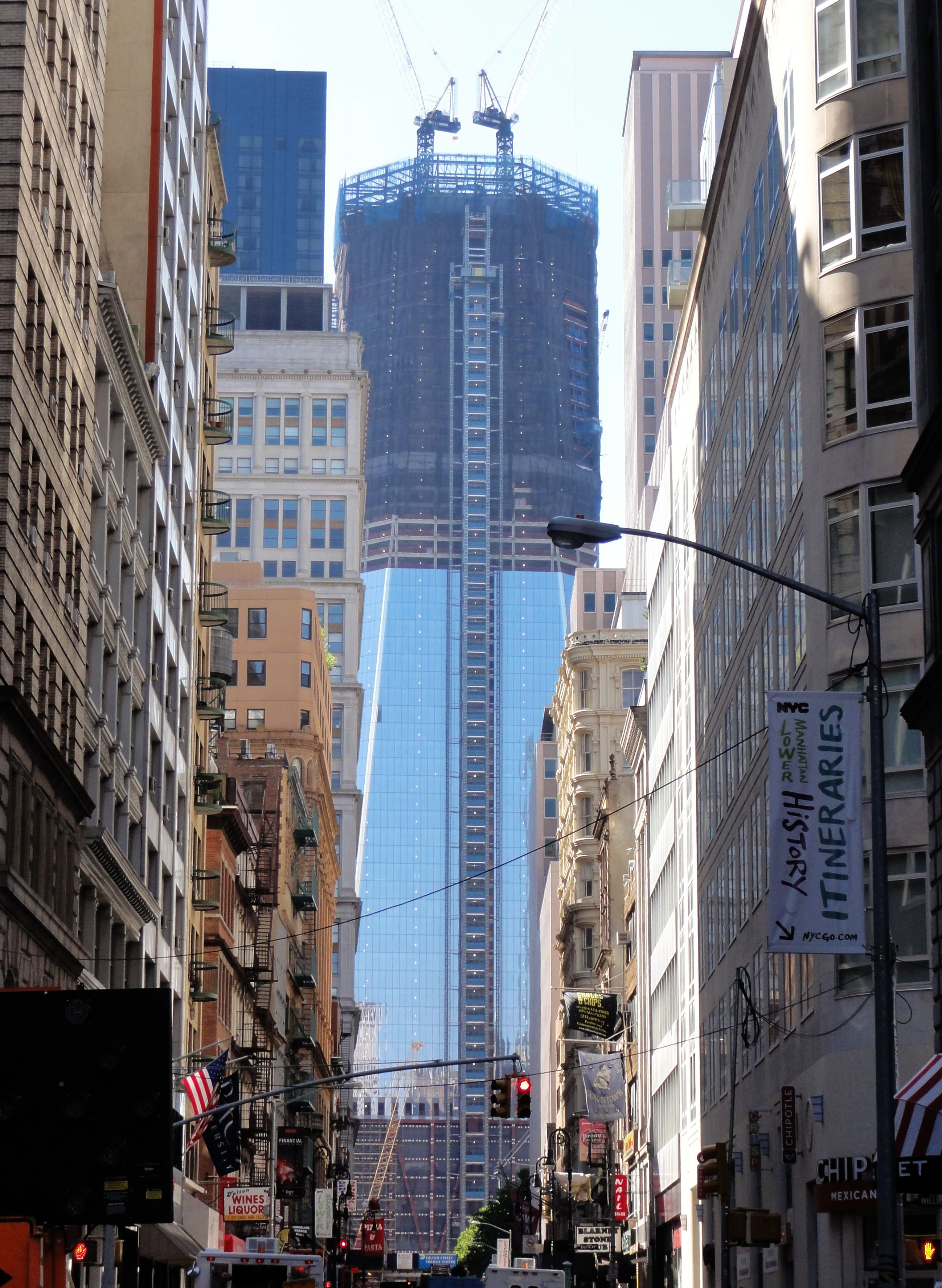
Rozestavěná Freedom Tower (One World Trade Center / 1 WTC) - pohled z Fulton Street
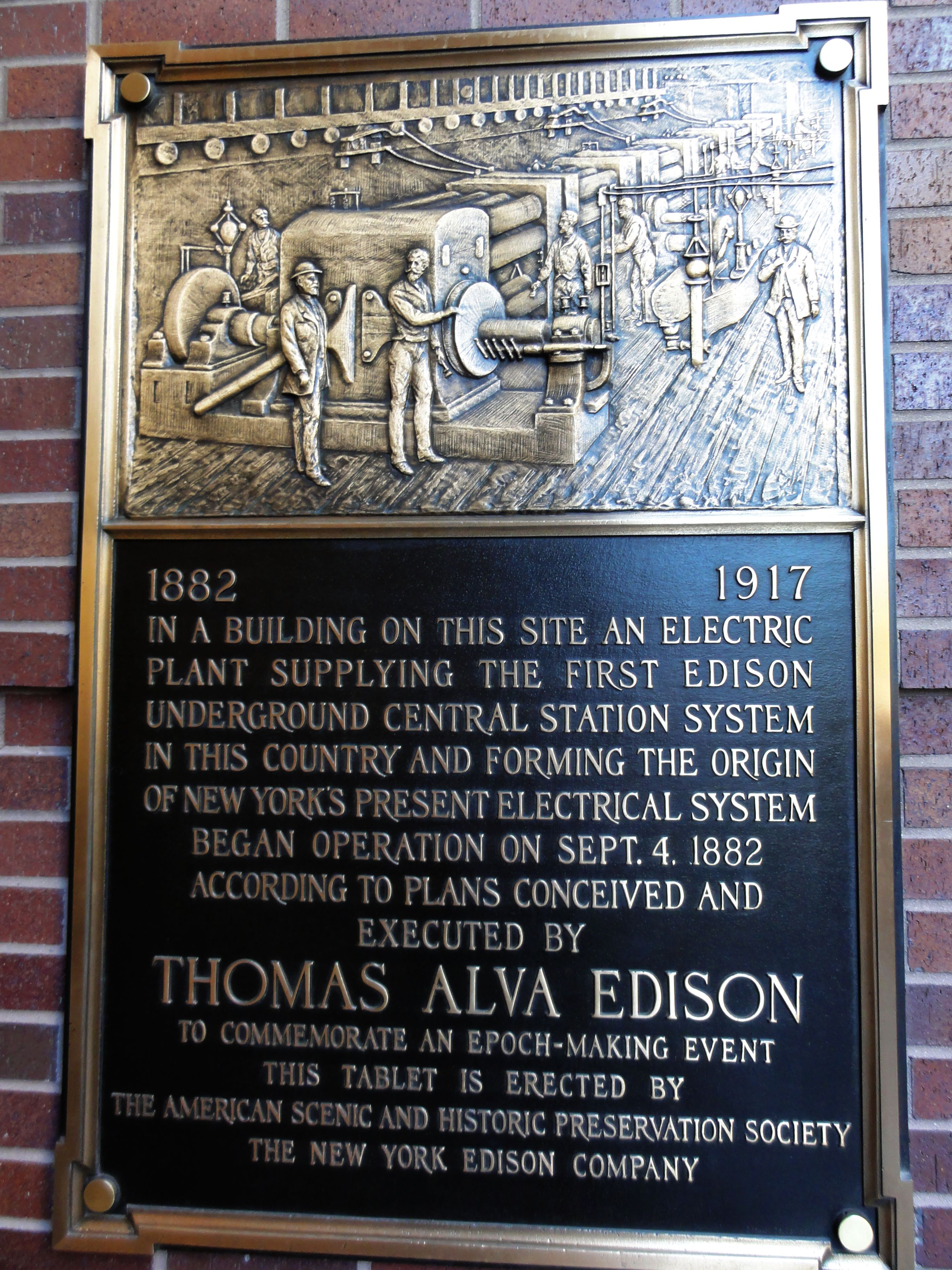
Pamětní deska T. A. Edisona na 40 Fulton Street Building